# Nyree Dawn Porter
Nyree Dawn Porter (Napier, Nova Zelanda, 22 de gener de 1936 - † Londres, Regne Unit, 10 d'abril de 2001) va ser una actriu neozelandesa establerta a la Gran Bretanya.

## Biografia
El seu primer treball professional va ser la gira amb el New Zealand Players Trust. Va ser aclamada per papers com Jessica a El mercader de Venècia i Juliet a Romanoff and Juliet. També va actuar en revistes i musicals. Es va traslladar a la Gran Bretanya el 1958 després de guanyar un concurs de talents de Miss Cinema per a actrius joves organitzat per The Rank Organisation, amb el premi d'un viatge d'arreu al món i d'una prova de cinema a Londres. Tot i que la prova probablement era poc més que una acrobàcia publicitària, va decidir quedar-se i aviat va actuar al teatre. Look Who’s Here al Fortune Theatre a Drury Lane va ser la seva primera aparició al West End. Va continuar amb el paper de Connie a la primera obra de Neil Simon al West End, Come Blow Your Horn i una sèrie d'altres aparicions. Va tenir dos papers a Sunday in the Park with George de Stephen Sondheim al Teatre Nacional el 1990 i va interpretar Olivia a La nit de reis al Shaw Theatre, i a Rosalind a Al vostre gust al Festival Ludlow. Posteriorment va recórrer Austràlia amb Beyond Reasonable Doubt de Jeffrey Archer, i més tard a The King and I.

## Cinema i televisió
Entre les seves aparicions al cinema destaquen The Cracksman, Two Left Feet i dues antologies de terror: The House That Dripped Blood i From Beyond the Grave. Va aparèixer en nombroses produccions de televisió i probablement és més recordada pel seu paper d'Irene a The Forsyte Saga.
Va actuar en la sèrie de comèdies del 1968 Never a Cross Word i cinc anys més tard en la sèrie d'acció en directe The Protectors de Gerry Anderson. Porter va interpretar el paper principal al serial diürn de 26 capítols For Maddie With Love, com a dona que li quedava només uns mesos de vida. El paper del seu marit a la sèrie fou interpretat per Ian Hendry. El programa va tenir dues temporades, en 1980 i 1981. Fou artista convidada en un dels primers episodis de The Avengers titulat "Death on The Slipway".

## Vida personal
El seu primer marit, Byron O'Leary, va morir el 1970 per una sobredosi accidental de drogues. El 1975 es va casar amb l'actor Robin Halstead després del naixement de la seva filla, Natalya Francesca Halstead. La parella es va divorciar en 1987.
El 1970 va ser nomenada oficial de l'Orde de l'Imperi Britànic (OBE).

## Mort
Va morir a Wandsworth, Londres, en 2001 de leucèmia, als 65. Va ser incinerada al Crematori de Putney Vale i les seves cendres foren enterrades al cementiri.

## Filmografia

### Pel·lícules
| Any  | Títol                            | Paper          | Notes                          |
| ---- | -------------------------------- | -------------- | ------------------------------ |
| 1960 | Identity Unknown                 | Pam            |                                |
| 1960 | Sentenced for Life               | Betty Martin   |                                |
| 1961 | Part-Time Wife                   | Jenny Briggs   |                                |
| 1962 | Live Now, Pay Later              | Marjorie Mason |                                |
| 1963 | The Cracksman                    | Muriel         |                                |
| 1965 | Two Left Feet                    | Eileen         |                                |
| 1971 | The House That Dripped Blood     | Ann            | Segment: "Sweets to the Sweet" |
| 1974 | From Beyond the Grave            | Susan Warren   | Segment: "The Elemental"       |
| 1976 | Morir... dormir... tal vez sonar | Ana Mari       |                                |
| 1998 | Hilary i Jackie                  | Margot Fonteyn |                                |

### Televisió
| Any       | Títol                               | Paper                        | Notes                                              |
| --------- | ----------------------------------- | ---------------------------- | -------------------------------------------------- |
| 1959      | ITV Play of the Week                | Vera Berridge                | "Touch Wood"                                       |
| 1960      | Deadline Midnight                   | Julie Sykes                  | "1.5"                                              |
| 1960      | Man from Interpol                   | Mary                         | "The Soul Peddlers"                                |
| 1961      | The Avengers                        | Liz Wells                    | "Death on the Slipway"                             |
| 1961      | Drama 61-67                         | Mary Mills                   | "The Diamond Run"                                  |
| 1961      | Armchair Theatre                    | Mildred                      | "His Polyvinyl Girl"                               |
| 1961      | Edgar Wallace Mysteries             | Mary Greer                   | "Man at the Carlton Tower"                         |
| 1962      | Reunion Day                         | Judith Rubin                 | Telefilm                                           |
| 1962      | The Third Man                       | Miss Wyvern                  | "A Question of Libel"                              |
| 1963      | Corrigan Blake                      | Francesca                    | "The Scientific Approach"                          |
| 1963      | No Hiding Place                     | Vicky West                   | "Death of Samantha"                                |
| 1963      | Drama 61-67                         | Caroline West                | "Dead Darling"                                     |
| 1963      | ITV Play of the Week                | Vicky, la princesa Aziza     | "Vicky and the Sultan"                             |
| 1964      | Madame Bovary                       | Emma Bovary                  | Minisèrie                                          |
| 1964      | Ghost Squad                         | Yvette                       | "It Won't Be a Stylish Marriage"                   |
| 1964      | Judith Paris                        | Judith Paris                 | Minisèrie                                          |
| 1964      | The Indian Tales of Rudyard Kipling | Janoo                        | "The Sending of Dana Da"                           |
| 1964      | The Saint                           | Patsy Butler                 | "The Scorpion"                                     |
| 1964      | Love Story                          | Tina Morris                  | "Arranged for Strings"                             |
| 1965      | Public Eye                          | Sheila Reynolds              | "I Went to Borrow a Pencil, and Look What I Found" |
| 1965      | Thursday Theatre                    | Agnes Potter                 | "The Kidders"                                      |
| 1965      | Sherlock Holmes                     | Lady Brackenstall            | "The Abbey Grange"                                 |
| 1965      | Six Shades of Black                 | Melusine                     | "A Loving Disposition"                             |
| 1965      | ITV Play of the Week                | Nina                         | "A Couple of Dry Martinis"                         |
| 1965      | Armchair Mystery Theatre            | Lisa                         | "Wake a Stranger"                                  |
| 1965      | Blackmail                           | Mrs. Donahoe                 | "The Case of the Phantom Lover"                    |
| 1966      | The Liars                           | Hermione                     | sèrie de televisió                                 |
| 1967      | The Forsyte Saga                    | Irene Forsyte                | Paper principal                                    |
| 1968      | The Gamblers                        | Rita Ironside                | "Mates!"                                           |
| 1968      | Armchair Theatre                    | Barbara                      | "A Second Look"                                    |
| 1968      | Never a Cross Word                  | Deirdre Baldock              | sèrie de televisió                                 |
| 1970      | Hassan                              | Pervaneh                     | Telefilm                                           |
| 1970      | Jane Eyre                           | Blanche Ingram               | Telefilm                                           |
| 1972–1974 | The Protectors                      | Contessa Caroline di Contini | Paper principal                                    |
| 1973      | Armchair 30                         | Stephanie                    | "Ross Evan's Story"                                |
| 1973      | Thriller                            | Laura                        | "Death in Small Doses"                             |
| 1976      | Softly, Softly                      | Jane Rawlings                | "Alarums and Excursions"                           |
| 1980      | The Martian Chronicles              | Alice Hathaway               | Minisèrie                                          |
| 1980      | For Maddie with Love                | Maddie Laurie                | Main role                                          |
| 1986      | David Copperfield                   | Mrs. Steerforth              | Minisèrie                                          |